# Coleman Vision Tennis Championships 2013
Il Coleman Vision Tennis Championships 2013 è stato un torneo di tennis facente parte della categoria ITF Women's Circuit nell'ambito dell'ITF Women's Circuit 2013. Il torneo si è giocato a Albuquerque in Stati Uniti d'America dal 16 al 22 settembre 2013 su campi in cemento e aveva un montepremi di 75 000 $.

## Partecipanti

### Teste di serie
| Nazionalità | Giocatrice                | Ranking* | Testa di serie |
| ----------- | ------------------------- | -------- | -------------- |
| Stati Uniti | Alison Riske              | 57       | 1              |
| Portogallo  | Michelle Larcher de Brito | 98       | 2              |
| Croazia     | Mirjana Lučić-Baroni      | 111      | 3              |
| Stati Uniti | Maria Sanchez             | 116      | 4              |
| Grecia      | Eléni Daniilídou          | 129      | 5              |
| Stati Uniti | Melanie Oudin             | 130      | 6              |
| Stati Uniti | Grace Min                 | 133      | 7              |
| Stati Uniti | Shelby Rogers             | 135      | 8              |

- Ranking al 9 settembre 2013.

### Altre partecipanti
Giocatrici che hanno ricevuto una wild card:
- Samantha Crawford
- Hsu Chieh-yu
- Asia Muhammad
- Maria Sanchez

Giocatrici che sono passate dalle qualificazioni:
- Brooke Austin
- Kristina Barrois
- Sachia Vickery
- Caitlin Whoriskey
- Tori Kinard (lucky loser)
- Nicole Melichar (lucky loser)

## Vincitrici

### Singolare
Shelby Rogers ha battuto in finale  Anna Tatišvili con il punteggio di 6–2, 6–3

### Doppio
Eléni Daniilídou /  Coco Vandeweghe hanno battuto in finale  Melanie Oudin /  Taylor Townsend con il punteggio di 6–4, 7–6(2)